# 克拉斯內 (特諾皮爾州)
49°18′17″N 26°10′18″E / 49.30472°N 26.17167°E
克拉斯內（羅馬化：Krasne）是烏克蘭西部捷爾諾波爾州喬爾特基夫區赫里邁利夫市鎮的村莊，處於茲布魯奇河畔，距離薩德日夫基1公里，始建於1564年，面積2.48平方公里，2001年人口661。